# Pietrosul Călimanilor

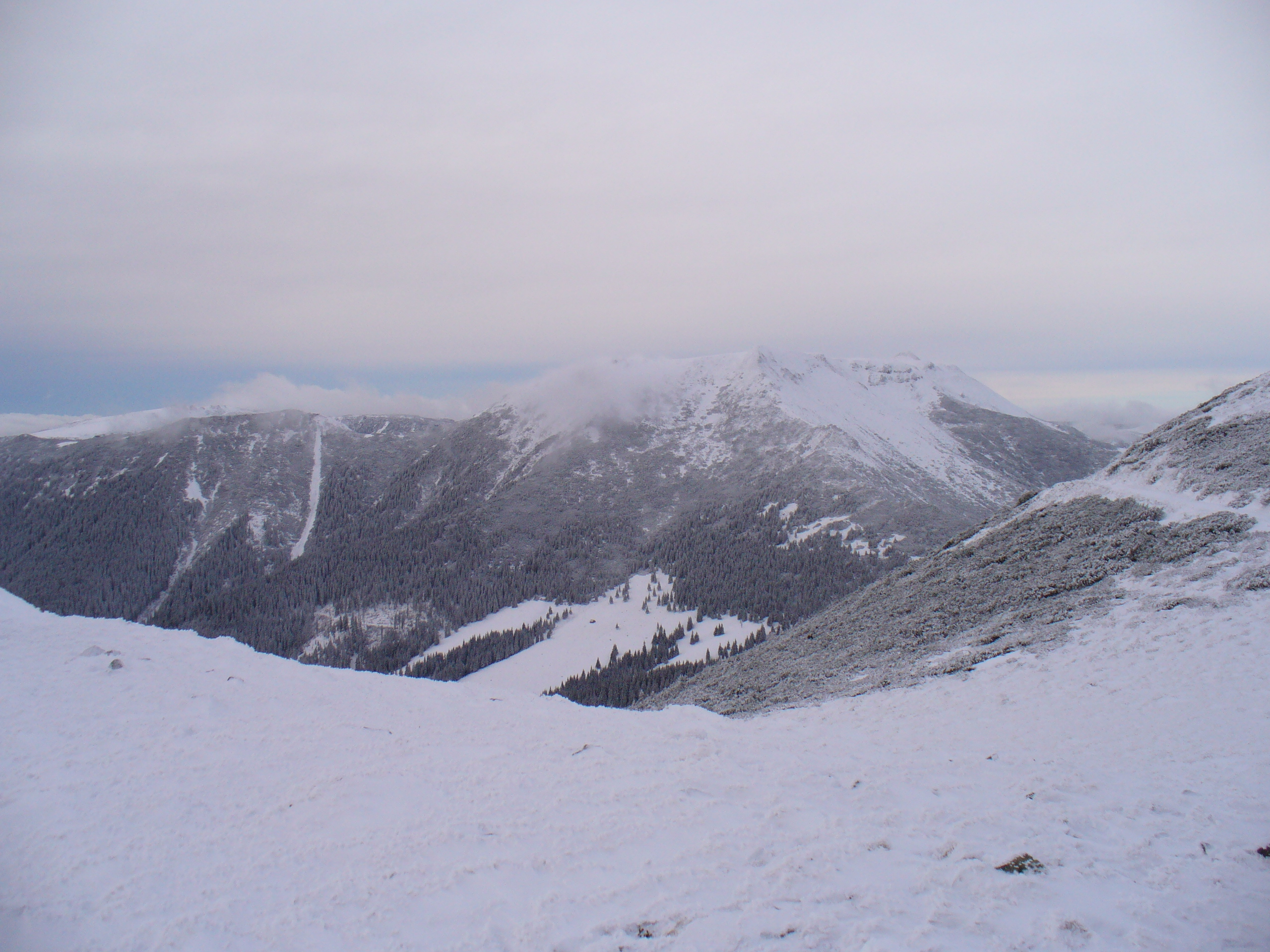
Pietrosul Călimanilor w Karpatach Wschodnich

Vârful Pietrosul Călimanilor (węg. Pietrosz-csúcs, Nagy-Köves) – najwyższy szczyt Gór Kelmeńskich, drugiego pod względem wysokości pasma górskiego w Karpatach Wschodnich, w Rumunii. Wysokość: 2102 m n.p.m., niekiedy podawana jest wysokość 2100 m n.p.m.

## Geologia
Szczyt, podobnie jak całe pasmo, zbudowany jest ze skał wulkanicznych. Pod względem geologicznym tworzą one jeden ciąg wulkaniczny z górami Harghita na terenie siedmiogrodzkego Kraju Seklerów. 
Szczyt stanowi najwyższe wyniesienie wyraźnie rozciętego, silnie zerodowanego brzegu krateru wulkanu czynnego w okresie górnego pliocenu (p. animacja z prawej strony). W masywie występują wyraźne geomorfologiczne formy polodowcowe.

## Turystyka
Szczyt nie jest trudno dostępny, lecz niezbyt uczęszczany. Prowadzi na niego niewyraźna, miejscami zanikająca ścieżka. Ze względu jednak na duże wyniesienie względne ponad otaczającymi dolinami drogi na szczyt są dość długie i żmudne. Z powodu skomplikowanej budowy masywu konieczne jest posiadanie szczegółowej mapy.
Wierzchołek tworzy rozległe gołoborze. Na szczycie punkt pomiarowy oraz krzyż.  
W sklepach specjalistycznych w Polsce dostępne są wydane na Węgrzech mapy turystyczne Kelimenów z zaznaczonymi drogami na Pietrosul Călimanilor i inne szczyty.

## Literatura
- Kern, Zoltán; Nagy, Balázs; Kohán, Balázs; Bugya, Éva (2006). Glaciological characterization of small paleoglaciers from Călimani Mountains, Analele Universităţii de Vest din Timişoara, Geografie, [Annals of the West University of Timișoara],  vol. 16, pp. 35 - 44.  http://www.geochem.hu/gp/Kern06Analele.pdf .
- Munti Caliman, Informati, http://alpinet.org/main/poteci/about_ro_t_despre-muntii-caliman_id_43.html .
- Parcul Ntional Calimani, http://www.calimani.ro .